# Wybory parlamentarne w Szwecji w 1991 roku
Wybory parlamentarne w Szwecji odbyły się 15 września 1991. Wybory przyniosły zwycięstwo centroprawicy. 
Chrześcijańscy Demokraci po raz pierwszy samodzielnie przekroczyli 4-procentowy próg wyborczy. Do Riksdagu dostali się również przedstawiciele nowo utworzonej prawicowo-populistycznej partii Nowa Demokracja.
Frekwencja wyborcza wyniosła 86,7%. Oddano 5 470 761 głosów ważnych oraz 92 159 (1,7%) głosów pustych lub nieważnych.

## Wyniki wyborów
| Lista                                          | Liczba głosów | % głosów | +/- % | Liczba mandatów | +/- |
| ---------------------------------------------- | ------------- | -------- | ----- | --------------- | --- |
| Szwedzka Socjaldemokratyczna Partia Robotnicza | 2 062 761     | 37,7     | -5,5  | 138             | -18 |
| Umiarkowana Partia Koalicyjna                  | 1 199 394     | 21,9     | +3,6  | 80              | +14 |
| Ludowa Partia Liberałów                        | 499 356       | 9,1      | -3,1  | 33              | -11 |
| Partia Centrum                                 | 465 175       | 8,5      | -2,8  | 31              | -11 |
| Chrześcijańscy Demokraci                       | 390 351       | 7,1      | +4,2  | 26              | +26 |
| Nowa Demokracja                                | 368 281       | 6,7      |       | 25              | +25 |
| Partia Lewicy                                  | 246 905       | 4,5      | -1,3  | 16              | -5  |
| Zieloni                                        | 185 051       | 3,4      | -2,1  | 0               | -20 |
| inni                                           | 53 487        | 1,0      |       | 0               |     |
| Razem                                          | 5 470 761     | 100      |       | 349             |     |